# Thurnia jenmanii
Thurnia jenmanii là một loài thực vật có hoa trong họ Thurniaceae. Loài này được Hook.f. miêu tả khoa học đầu tiên năm 1883.